# Memorial da Advocacia Sergipana
O Memorial da Advocacia Sergipana está localizado na cidade de Aracaju, Sergipe, Brasil. É um memorial com exposição fixa sobre a história da advocacia e da seccional sergipana da Ordem dos Advogados do Brasil. Dentro dele existe uma coleção de documentos e fotografias que celebram a vida daqueles que se dedicaram à promoção da justiça no estado de Sergipe.
Inaugurado em 11 de maio de 2010, no local onde funciona a sede administrativa da OAB/SE, está situado na Avenida Ivo do Prado, número 1072, Bairro São José (antiga Praça do Mini Golfe). Encontra-se instalado no Solar Rollemberg, um palacete histórico, também conhecido como Casarão dos Rollemberg, que foi tombado como patrimônio do estado de Sergipe na década de 1980.

## Descrição
O Memorial da Advocacia Sergipana foi criado no ano de 2010 em reunião solene do Conselho Seccional da Ordem dos Advogados do Brasil – Seccional Sergipe e desta data, até os dias atuais, já recebeu milhares de visitantes, entre eles, estudantes de Direito de diversas instituições de ensino do estado, tanto da Capital quanto do interior.
Localizado na sede da OAB/SE, o Memorial expõe, através de contos, fotografias, documentos, objetos, medalhas, atas e mobílias, a história da entidade e as principais ações da Ordem. Entre o seu acervo é encontrado, inclusive, o Livro de Registro de Cartas de Bacharéis (1931-1938), restaurado pelo Arquivo Judiciário do Tribunal de Justiça de Sergipe.
Exposto de forma fixa, o memorial é aberto ao público interessado em conhecer tanto a parte administrativa quanto estrutural do prédio, este que foi tombado em 1989, como Patrimônio Histórico e Cultural do Estado de Sergipe, pelo então Governador Antônio Carlos Valadares, por ser um referencial arquitetônico de grande importância para história local.